# Kevin Zeroli
Kevin Zeroli (11. leden 2005, Busto Arsizio, Itálie) je italský fotbalový záložník hrající od začátku roku 2025 za Monzu, kde byl poslán na hostování z Milána.

## Statistika

### Klubová
| Sezóna  | Klub         | Liga    | Liga   | Liga | Domácí poháry | Domácí poháry | Domácí poháry | Kontinentální poháry | Kontinentální poháry | Kontinentální poháry | Celkem | Celkem |
| Sezóna  | Klub         | Soutěž  | Zápasy | Góly | Soutěž        | Zápasy        | Góly          | Soutěž               | Zápasy               | Góly                 | Zápasy | Góly   |
| ------- | ------------ | ------- | ------ | ---- | ------------- | ------------- | ------------- | -------------------- | -------------------- | -------------------- | ------ | ------ |
| 2023/24 | Milán        | Serie A | 3      | 0    | IP            | 1             | 0             | EL                   | 0                    | 0                    | 4      | 0      |
| 2024/25 | Milán        | Serie A | 1      | 0    | IP+IS         | 0+0           | 0             | LM                   | 0                    | 0                    | 1      | 0      |
| 2024/25 | Milán Futuro | Serie C | 15     | 4    | -             | 0             | 0             | -                    | 0                    | 0                    | 15     | 4      |
| 2025    | Monza        | Serie A | 8      | 0    | -             | 0             | 0             | -                    | 0                    | 0                    | 8      | 0      |
| Celkově | Celkově      | Celkově | 27     | 4    | -             | 1             | 0             | -                    | 0                    | 0                    | 28     | 4      |